# ザ・ファースト・イヤーズ・オブ・パイラシー
『ザ・ファースト・イヤーズ・オブ・パイラシー』（The First Years of Piracy）は、ドイツのヘヴィメタル・バンド、ランニング・ワイルドが1991年に発表したアルバム。初期3作のアルバムおよび12インチ・シングル「Victim of States Power」の収録曲を、アルバム『ブレイズン・ストーン』当時のラインナップでセルフカバーした内容である。なお、ヤンス・ベッカーとACは、本作を最後にバンドを脱退した。

## 評価
『CDジャーナル』のミニ・レビューでは「様式美ともいえるオーソドックスなタイプのヘヴィ・メタルなので、新録になって古臭さが薄らいだ」と評されている。また、Markus Endresは2022年、Metal.deにおいて「オリジナル・ヴァージョンは生々しく、時に粗くザラザラして洗練もされていなかったが、独特の魅力もあった」「この1991年の新録音は、より均質で洗練され、パリッとしてスピード感もあり、より強力でプロフェッショナルな内容である」と評している。

## 収録曲
特記なき楽曲はロックン・ロルフ(Rolf Kasparek)作。
1. アンダー・ジョリィ・ロジャー "Under Jolly Roger" – 4:05
2. ブランディド・アンド・エグザイルド "Branded and Exiled" – 3:50
3. ソルジャーズ・オブ・ヘル "Soldiers of Hell" – 3:21
4. レイズ・ユア・フィスト "Raise Your Fist" (Rolf Kasparek, Michael "Majk Moti" Kupper) – 4:51
5. ヴァルパギス・ナイト "Walpurgis Night" (Gerald Warnecke)– 5:19
6. ファイト・ジ・オプレッション "Fight the Oppression" – 4:53
7. マーチング・トゥ・ダイ "Marching to Die" – 4:36
8. ロー・ライド "Raw Ride" – 4:14
9. ダイアモンズ・オブ・ザ・ブラック・チェスト "Diamonds of the Black Chest" – 2:48
10. プリズナー・オブ・アワ・タイム "Prisoner of Our Time" (G. Warnecke) – 4:36

各曲のオリジナル・ヴァージョンの初出は下記の通り。
- アルバム『ゲイツ・オブ・パーガトゥリィ』（1984年） - 3. 10.
- 12インチ・シングル「Victim of States Power」（1984年） - 5.
- アルバム『ブランディド・アンド・エグザイルド』（1985年） - 2. 6. 7.
- アルバム『アンダー・ジョリィ・ロジャー』（1987年） - 1. 4. 8. 9.

## 参加ミュージシャン
- ロックン・ロルフ - ボーカル、ギター
- アクセル・モーガン - ギター、バッキング・ボーカル
- ヤンス・ベッカー - ベース、バッキング・ボーカル
- AC - ドラムス、バッキング・ボーカル